# 清元登子
清元 登子（きよもと たかこ 、1939年6月15日 - 2017年9月16日）は、熊本県熊本市出身の日本の女子プロゴルファー、ゴルフ指導者、元日本女子プロゴルフ協会会長である。

## 来歴
24歳で初めてゴルフクラブを握り、始めておよそ2年後の1965年の「日本女子アマチュアゴルフ選手権競技」において初出場で3位となる。
1968年に行われた第1回「TBS女子オープン」（後の日本女子オープンゴルフ選手権競技）ではベストアマチュアになった。1969年、1972年、1973年に「日本女子アマチュアゴルフ選手権競技」で優勝。
1973年の「トヨトミレディス」において、アマチュアとして史上初めてのツアー優勝を果たす。
1974年に日本女子プロゴルフ協会（LPGA）に入会しプロ転向、LPGA14期生となる。
1975年「大雪山女子オープン」でプロ初優勝、同年は「諏訪湖女子オープン」でも優勝、年間獲得賞金ランキング（賞金ランク）3位となった。
1976年「大分月形国際オープン」優勝、賞金ランク3位。同年から全米女子プロゴルフ協会ツアーにも参戦した。
1977年「諏訪湖女子オープン」、1978年公式戦「日本女子オープンゴルフ選手権競技」、1980年「北海道女子オープンゴルフトーナメント」、1981年「広島女子オープンゴルフトーナメント」をそれぞれ優勝、プロとしてツアー通算7勝をあげた。
1983年シーズンを最後にツアーを引退。
LPGAの役職にはツアー選手時代の1980年から監査役等についており、1993年から副会長1期、1995年から会長1期、1997年から再び副会長5期を務め、ティーチング資格制度の立ち上げやジュニア指導者の育成に尽力。
2012年にLPGAを退会し、同会の顧問に就任。
2017年2月、日本プロゴルフ殿堂のレジェンド部門顕彰者に選出。
また指導者としての名声も高く、不動裕理、大山志保、古閑美保の3人の賞金女王を育てた。
2017年9月16日、誤嚥性肺炎のため神奈川県横浜市内で死去。78歳没。